# Montgaillard (Tarn)
Montgaillard é uma comuna francesa na região administrativa da Occitânia, no departamento de Tarn. Estende-se por uma área de 14.95 km², e possui 370 habitantes, segundo o censo de 2018, com uma densidade de 25 hab/km².